# 好运到
《好运到》（英語：It's a Wonderful Life)， 新加坡新傳媒電視製播的2013年賀岁電視劇。
1. ↑  . xin.msn.com. 24 August 2012  [20 September 2012]. （原始内容存档于18 March 2014）.